# Apanteles ensiformis
Apanteles ensiformis är en stekelart som först beskrevs av Julius Theodor Christian Ratzeburg 1844.  Apanteles ensiformis ingår i släktet Apanteles och familjen bracksteklar. Inga underarter finns listade i Catalogue of Life.